# Arrondissement de Karlsruhe
L'arrondissement de Karlsruhe, en allemand Landkreis Karlsruhe, est une division administrative allemande, située dans le Land de Bade-Wurtemberg. L'arrondissement de Karlsruhe fait partie du district de Karlsruhe et de l'Aire urbaine Mittlerer Oberrhein.

## Histoire
À partir de 1991, l'arrondissement est impliqué dans la coopération transfrontalière, en adhérant à l'eurodistrict Pamina.

## Géographie
L'arrondissement est limitrophe :
- dans le Land de Bade-Wurtemberg :
  - au nord, de l'arrondissement de Rhin-Neckar ;
  - à l'est, de l'arrondissement de Heilbronn ;
  - au sud-est, de l'arrondissement d'Enz ;
  - au sud, des arrondissements de Calw et de Rastatt ;
- dans le Land de Rhénanie-Palatinat, au-delà du Rhin :
  - à l'ouest, de l'arrondissement de Germersheim ;
  - au nord-ouest, de l'arrondissement de Rhin-Palatinat et de la ville-arrondissement de Spire, qui y est partiellement enclavée.

En outre, l'arrondissement est à peu près coupé en deux par la ville-arrondissement de Karlsruhe, qui dessine ainsi deux parties pour l'arrondissement :
- une section au nord, incluant notamment les villes de Bruchsal et Bretten ;
- une section moins étendue, au sud, comprenant notamment la ville d'Ettlingen.

## Tableau Général des Communes
| Unité Territoriale       | Statut                        | Nbre Quartiers Ortsteile/Stadtteile | Bourgmestre (Parti)      | Code Postal           | Indicatif Téléphonique                       | Code Plaque Minéralogique | Superficie   | Population | Date population | Densité  |
| ------------------------ | ----------------------------- | ----------------------------------- | ------------------------ | --------------------- | -------------------------------------------- | ------------------------- | ------------ | ---------- | --------------- | -------- |
| Bad Schönborn            | Commune                       | 3                                   | Klaus Detlev Huge (SPD)  | 76669                 | +49-07253                                    | KA                        | 24,11 km²    | 12 896     | 31/12/2015      | 534,88   |
| Bretten                  | Grande Ville d'Arrondissement | 10                                  | Martin Wolff             | 75015                 | +49-07252 et +49-07258                       | KA                        | 71,11 km²    | 28 826     | 31/12/2015      | 405,37   |
| Bruchsal                 | Grande Ville d'Arrondissement | 6                                   | Cornelia Petzold-Schick  | 76646                 | +49-07251 et +49-07257                       | KA                        | 93,03 km²    | 44 104     | 31/12/2015      | 474,08   |
| Dettenheim               | Commune                       | 3                                   | Ute Göbelbecker          | 76706                 | +49-07247 et +49-07255                       | KA                        | 30,89 km²    | 6 494      | 31/12/2015      | 210,29   |
| Eggenstein-Leopoldshafen | Commune                       | 2                                   | Bernd Stober             | 76344                 | +49-0721 et +49-07247                        | KA                        | 26,09 km²    | 15 919     | 31/12/2015      | 610,16   |
| Ettlingen                | Grande Ville d'Arrondissement | 7                                   | Johannes Arnold          | 76275 et 76359        | +49-07243                                    | KA                        | 56,74 km²    | 38 982     | 31/12/2015      | 687,03   |
| Forst                    | Commune                       | 1                                   | Reinhold Gsell           | 76694                 | +49-07251                                    | KA                        | 11,46 km²    | 7 980      | 31/12/2015      | 696,34   |
| Gondelsheim              | Commune                       | 3                                   | Markus Rupp              | 75053                 | +49-07252                                    | KA                        | 14,86 km²    | 3 722      | 31/12/2015      | 250,47   |
| Graben-Neudorf           | Commune                       | 2                                   | Christian Eheim (SPD)    | 76676                 | +49-07255                                    | KA                        | 28,80 km²    | 11 778     | 31/12/2015      | 408,96   |
| Hambrücken               | Commune                       | 1                                   | Thomas Ackermann         | 76707                 | +49-07255                                    | KA                        | 10,97 km²    | 5 504      | 31/12/2015      | 501,73   |
| Karlsbad                 | Commune                       | 6                                   | Jens Timm                | 76307 et 76359        | +49-07202 et +49-07248                       | KA                        | 38,02 km²    | 15 807     | 31/12/2015      | 415,75   |
| Karlsdorf-Neuthard       | Commune                       | 2                                   | Sven Weigt (CDU)         | 76689                 | +49-07251                                    | KA                        | 14,01 km²    | 10 176     | 31/12/2015      | 726,34   |
| Kraichtal                | Ville                         | 9                                   | Ulrich Hintermayer (CDU) | 76703                 | +49-07250, +49-07251, +49-07258 et +49-07259 | KA                        | 80,56 km²    | 14 806     | 31/12/2015      | 183,79   |
| Kronau                   | Commune                       | 1                                   | Frank Burkard (CDU)      | 76709                 | +49-07253                                    | KA                        | 10,91 km²    | 5 648      | 31/12/2015      | 517,69   |
| Kürnbach                 | Commune                       | 1                                   | Armin Ebhart             | 75057                 | +49-07258                                    | KA                        | 12,67 km²    | 2 330      | 31/12/2015      | 183,90   |
| Linkenheim-Hochstetten   | Commune                       | 2                                   | Michael Möslang          | 76351                 | +49-07247                                    | KA                        | 23,60 km²    | 11 855     | 31/12/2015      | 502,33   |
| Malsch                   | Commune                       | 4                                   | Elmar Himmel             | 76316                 | +49-07204 et +49-07246                       | KA                        | 51,24 km²    | 14 103     | 31/12/2015      | 275,23   |
| Marxzell                 | Commune                       | 7                                   | Sabrina Eisele           | 76359                 | +49-07248                                    | KA                        | 34,92 km²    | 5 088      | 31/12/2015      | 145,70   |
| Oberderdingen            | Commune                       | 2                                   | Thomas Nowitzki          | 75038                 | +49-07045 et +49-07258                       | KA                        | 33,57 km²    | 10 540     | 31/12/2015      | 313,97   |
| Oberhausen-Rheinhausen   | Commune                       | 2                                   | Martin Büchner           | 68794                 | +49-07254                                    | KA                        | 18,95 km²    | 9 409      | 31/12/2015      | 496,52   |
| Östringen                | Ville                         | 4                                   | Felix Geider             | 76684                 | +49-07253 et +49-07259                       | KA                        | 53,23 km²    | 12 627     | 31/12/2015      | 237,22   |
| Pfinztal                 | Commune                       | 4                                   | Nicola Bodner            | 76327                 | +49-0721 et +49-07240                        | KA                        | 31,05 km²    | 17 914     | 31/12/2015      | 576,94   |
| Philippsburg             | Ville                         | 3                                   | Stefan Martus            | 76661                 | +49-07256                                    | KA                        | 50,56 km²    | 12 680     | 31/12/2015      | 250,79   |
| Rheinstetten             | Ville-Arrondissement          | 3                                   | Sebastian Schrempp (CDU) | 76287                 | +49-0721 à +49-07242                         | KA                        | 32,29 km²    | 20 330     | 31/12/2015      | 629,61   |
| Stutensee                | Ville-Arrondissement          | 4                                   | Klaus Demal              | 76297                 | +49-0721, +49-07244 et +49-07249             | KA                        | 45,68 km²    | 24 063     | 31/12/2015      | 526,77   |
| Sulzfeld                 | Commune                       | 1                                   | Sarina Pfründer          | 75031, 75056 et 75059 | +49-07269                                    | KA                        | 18,76 km²    | 4 741      | 31/12/2015      | 252,72   |
| Ubstadt-Weiher           | Commune                       | 4                                   | Tony Löffler (CDU)       | 76698                 | +49-07251 et +49-07253                       | KA                        | 36,50 km²    | 13 057     | 31/12/2015      | 357,73   |
| Waghäusel                | Commune                       | 3                                   | Walter Heiler (SPD)      | 68753                 | +49-07254                                    | KA                        | 42,84 km²    | 20 629     | 31/12/2015      | 481,54   |
| Waldbronn                | Commune                       | 4                                   | Franz Masino (SPD)       | 76337                 | +49-07243                                    | KA                        | 11,35 km²    | 12 421     | 31/12/2015      | 1 094,36 |
| Walzbachtal              | Commune                       | 2                                   | Karl-Heinz Burgey (CDU)  | 75045                 | +49-07203                                    | KA                        | 36,69 km²    | 9 642      | 31/12/2015      | 262,80   |
| Weingarten               | Commune                       | 1                                   | Eric Bänziger            | 76356                 | +49-07244                                    | KA                        | 29,40 km²    | 10 084     | 31/12/2015      | 342,99   |
| Zaisenhausen             | Commune                       | 1                                   | Cathrin Wöhrle           | 75059                 | +49-07258                                    | KA                        | 10,10 km²    | 1 686      | 31/12/2015      | 166,93   |
| Karlsruhe                | 32 Communes                   |                                     |                          |                       |                                              |                           | 1 084,98 km² | 435 841    | 31/12/2015      | 401,70   |

## Structures intercommunales
Outre les 9 villes et 23 communes ci-dessus, l'arrondissement comprend des intercommunalités, appelées :
- soit (A) Gemeindeverwaltungsverbände,
- soit (B) Vereinbarte Verwaltungsgemeinschaften).

1. (B) Bad Schönborn :communes de Bad Schönborn et de Kronau ;
2. (B) Bretten :ville de Bretten et commune de Gondelsheim ;
3. (B) Bruchsal :ville de Bruchsal et communes de Forst, Hambrücken et Karlsdorf-Neuthard ;
4. (B) Graben-Neudorf :communes de Graben-Neudorf et de Dettenheim ;
5. (B) Oberderdingen :communes d'Oberderdingen et de Kürnbach ;
6. (A) Philippsburg :ville de Philippsburg et commune d'Oberhausen-Rheinhausen ;
7. (B) Sulzfeld :communes de Sulzfeld et de Zaisenhausen.